# 쑤저우 지하철
쑤저우 궤도교통(중국어 간체자: 苏州轨道交通, 정체자: 蘇州軌道交通)은 중화인민공화국 장쑤성 쑤저우시의 도시 철도이다.

## 노선
- 쑤저우 궤도교통 1호선
- 쑤저우 궤도교통 2호선
- 쑤저우 궤도교통 3호선
- 쑤저우 궤도교통 4호선
- 쑤저우 궤도교통 5호선
- 쑤저우 궤도교통 6호선
- 쑤저우 궤도교통 7호선
- 쑤저우 궤도교통 8호선
- 쑤저우 궤도교통 11호선

## 같이 보기
- 지하철 목록